# إيمي ويغنر
إيمي ويغنر (بالإنجليزية: Emmy Wegener)‏ (14 يونيو 1901 - 11 يناير 1973)؛ كاتِبة، ملحنة وشاعرة هولندية.

## روابط خارجية
- إيمي ويغنر على موقع ميوزك برينز (الإنجليزية)